# Epidendrosaurus
Epidendrosaurus é um gênero de dinossauro do clado Avialae (porém não pertencente à classe aves) da Era Mesozóica pertencente à família Scansoriopterygidae. Epidendrosaurus foi o primeiro dinossauro não-aviários com adaptações para a vida arbórea e semi-arbórea.
Do tamanho de um pardal, mas as patas da frente terminavam em três dedos desproporcionados.
Foi aparentado com a primeira ave, o Archaeopteryx.